# Alphonse Allais

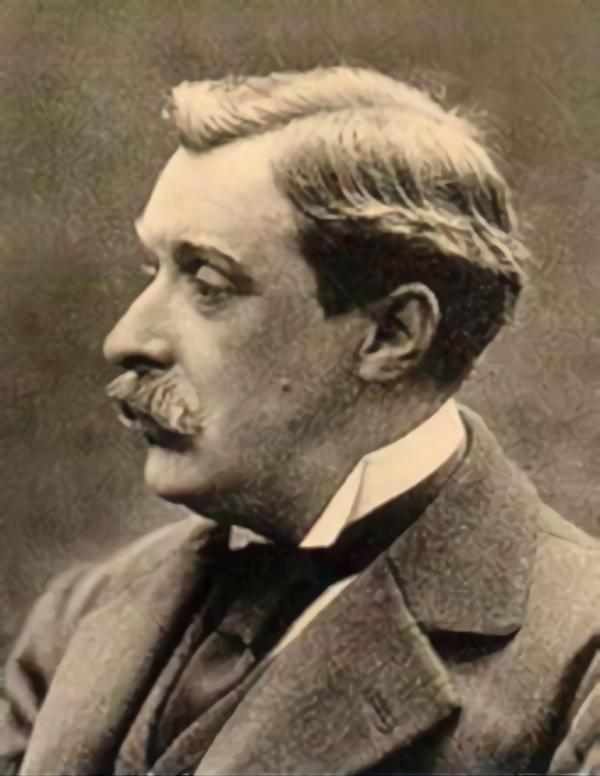
Alphonse Allais 1899

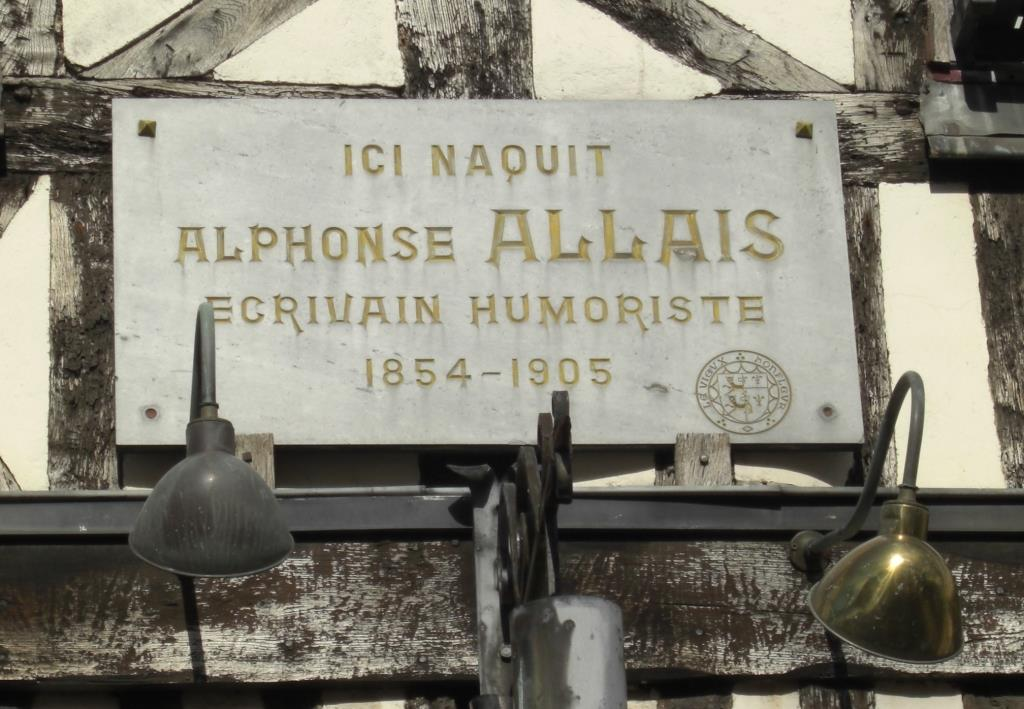
Tafel am Geburtshaus von Alphonse Allais in Honfleur

Alphonse Allais (* 20. Oktober 1854 in Honfleur, Département Calvados; † 28. Oktober 1905 in Paris) war ein französischer Schriftsteller, Journalist und Humorist. Er starb an einer Lungenembolie.

## Werk
Alphonse Allais hat Hunderte von fantastischen Novellen geschrieben, fast alle unter Zeitdruck. Außer Humorist war er mindestens so sehr Dichter und hat unter anderen Formen das Gedicht im „Holorime“ gepflegt, in dem der ganze Vers reimt, so dass also die Verse eines Reimpaares aus (fast) den gleichen Lautfolgen über die ganze Zeile bestehen.
Beispiele:
- »Par les bois du djinn où s’entasse de l’effroi,
 Parle et bois du gin ou cent tasses de lait froid.«

- »Alphonse Allais de l’âme erre et se f… à l’eau.
 Ah! l’fond salé de la mer! Hé! Ce fou! Hallo.«

Das Verfahren fällt im Französischen um einiges leichter als im Deutschen.
Zuweilen kann er sich auch selbst verspotten, etwa mit dem folgenden Vers

»Ah! Vois au pont du Loing: de là vogue en mer Dante.
 Hâve oiseau pondu loin de la vogue ennuyeuse.«
Mit dem Kommentar in einer Fußnote:
„Der Reim ist nicht gerade reich, aber das ist mir immer noch lieber, als in Geschmacklosigkeiten zu versinken.“
(Lautete der Holorime wirklich rein, also auf „emmerdante“ statt „ennuyeuse“, wäre er ziemlich – schmutzig.)
Von 1899 bis zu seinem Tod 1905 war er Chefredakteur der humoristischen Wochenzeitung Le Sourire.

## Das Universum von Alphonse Allais
Einige Personen tauchen in Alphonse Allais’ Welt immer wieder auf, darunter
- Kapitän Cap, eine Person, die kein Blatt vor den Mund nimmt („Die Bürokratie ist wie Mikroben: man verhandelt nicht mit Mikroben, man tötet sie!“)
- Francisque Sarcey, ein unübersehbarer Theaterkritiker der Zeitung Le Temps, Verkörperung des bürgerlichen „runden Menschenverstandes“, der oft zu den verrücktesten Anlässen zitiert wurde – das „Opfer“ störte sich nicht daran, sondern genoss es sogar, von einem so geistreichen Schriftsteller nachgestellt zu werden.
- Der Ökonom Paul Leroy-Baulieu, ein Anhänger des Protektionismus, dessen Thesen Alphonse Allais in mehreren Novellen unter dem Vorwand, sie zu loben, ins Lächerliche zog.

Umberto Eco diskutiert in seinem Buch „Lector in fabula“ die textuelle Mitarbeit bei der Rezeption von Allais’ „Un drame bien parisien“ und „Die Templer“.

## Rezeption
Allais war ein Freund von Paul Bilhaud, der 1882 auf dem ersten Pariser Salon des Arts Incohérents ein ganz schwarz gehaltenes Bild unter dem Titel „Combat de nègres pendant la nuit“ („Kampf von Negern bei Nacht“) präsentierte. Ein Jahr später präsentierte Allais auf dem zweiten Salon ein ganz in Weiß gehaltenes Bild „Première communion de jeunes filles chlorotiques par temps de neige“ („Erstkommunion chlorotischer (bleicher) Mädchen bei Schneefall“) und wieder ein Jahr später, 1884, beim dritten Salon das rote Werk  „Récolte de la tomate par des cardinaux apoplectiques au bord de la mer Rouge (Effet d'aurore boréale)“ („Tomatenernte durch apoplektische Kardinäle am Roten Meer (Nordlichteffekt)“) aus.
Im Jahr 1897 brachte Alphonse Allais zum ersten April ein Büchlein Album primo-avrilesque mit Reproduktionen dieser und weiterer monochromen Kunstwerke heraus. Hier adaptierte er auch Bilhauds schwarzes Werk mit leicht geänderten Titel und Hinweis auf eine Reproduktion. Hinzu kamen ein blaues Bild, ein grünes Bild (Zuhälter wurden „Dos vers“/Grüne Rücken genannt), ein gelbes Bild, sein rotes Bild, ein graues Bild und sein weißes Bild.

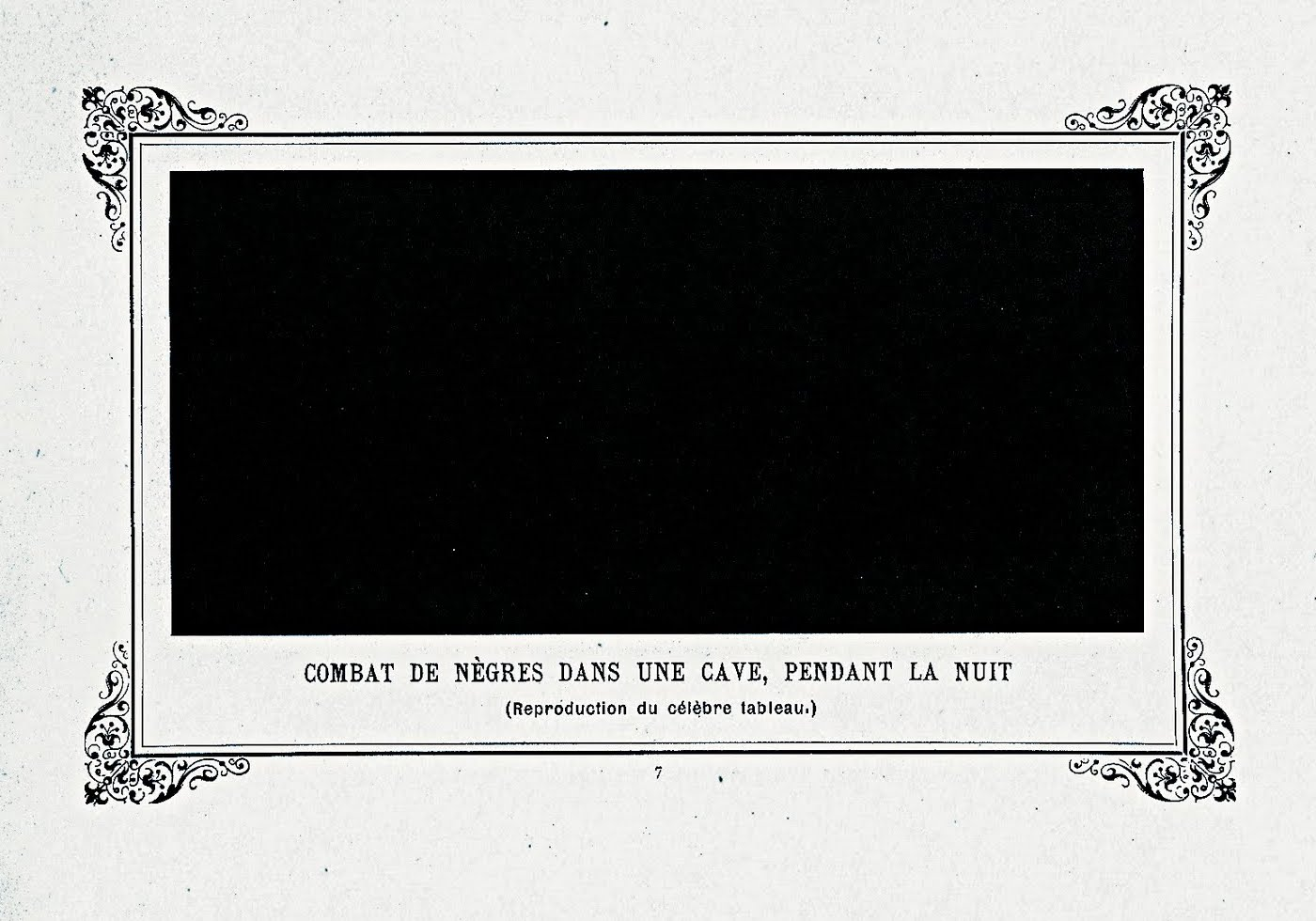
Combat de nègres dans une cave, pendant la nuit (Reproduction du célèbre tableau) [Kampf von Negern in einem Keller während der Nacht. (Reproduktion des berühmten Gemäldes)]
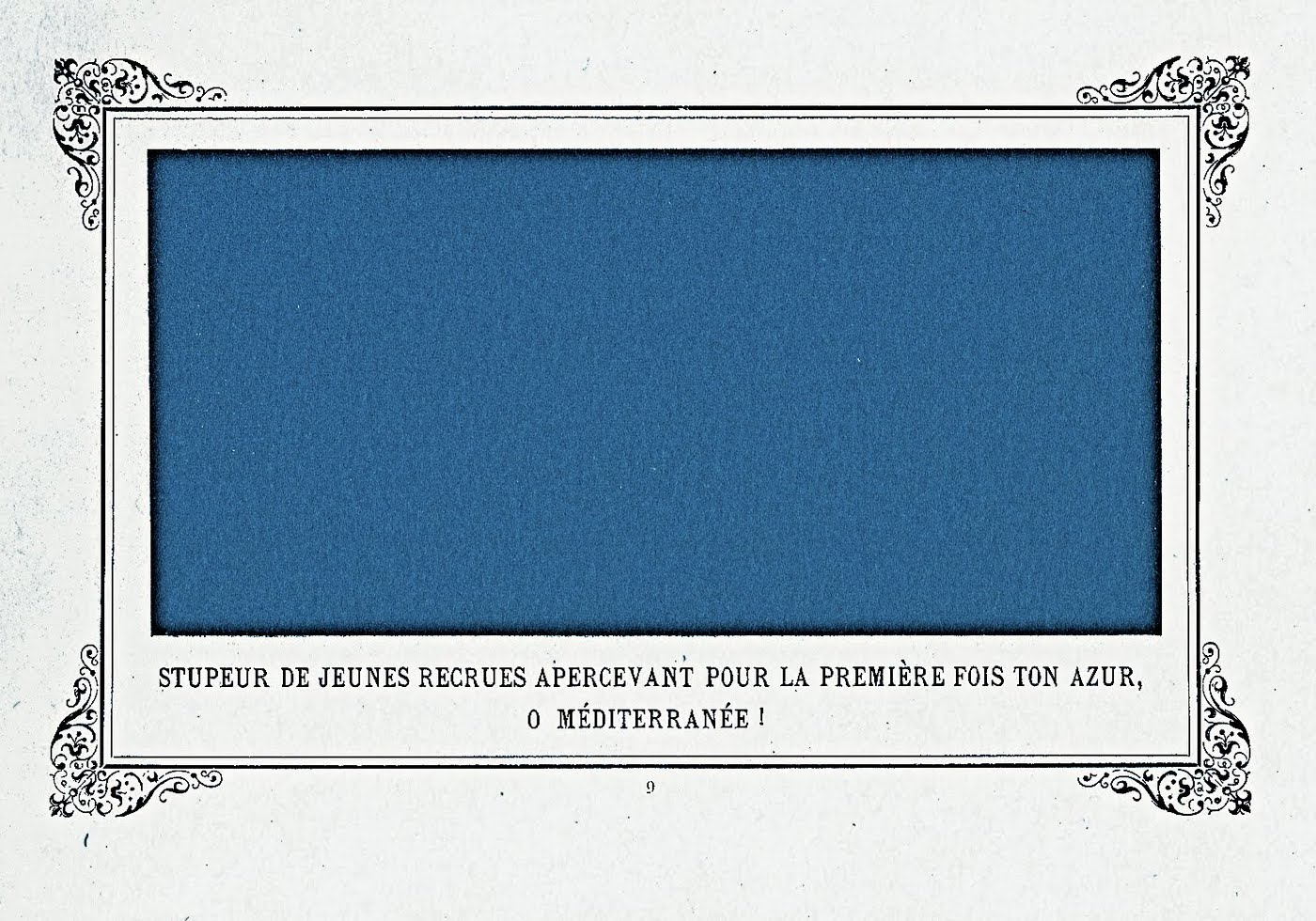
Stupeur de jeunes recrues apercevant pour la première fois ton azur, O Méditerranée ! [Staunen der jungen Rekruten, die zum ersten Mal dein Azur erblicken, o Mittelmeer!]
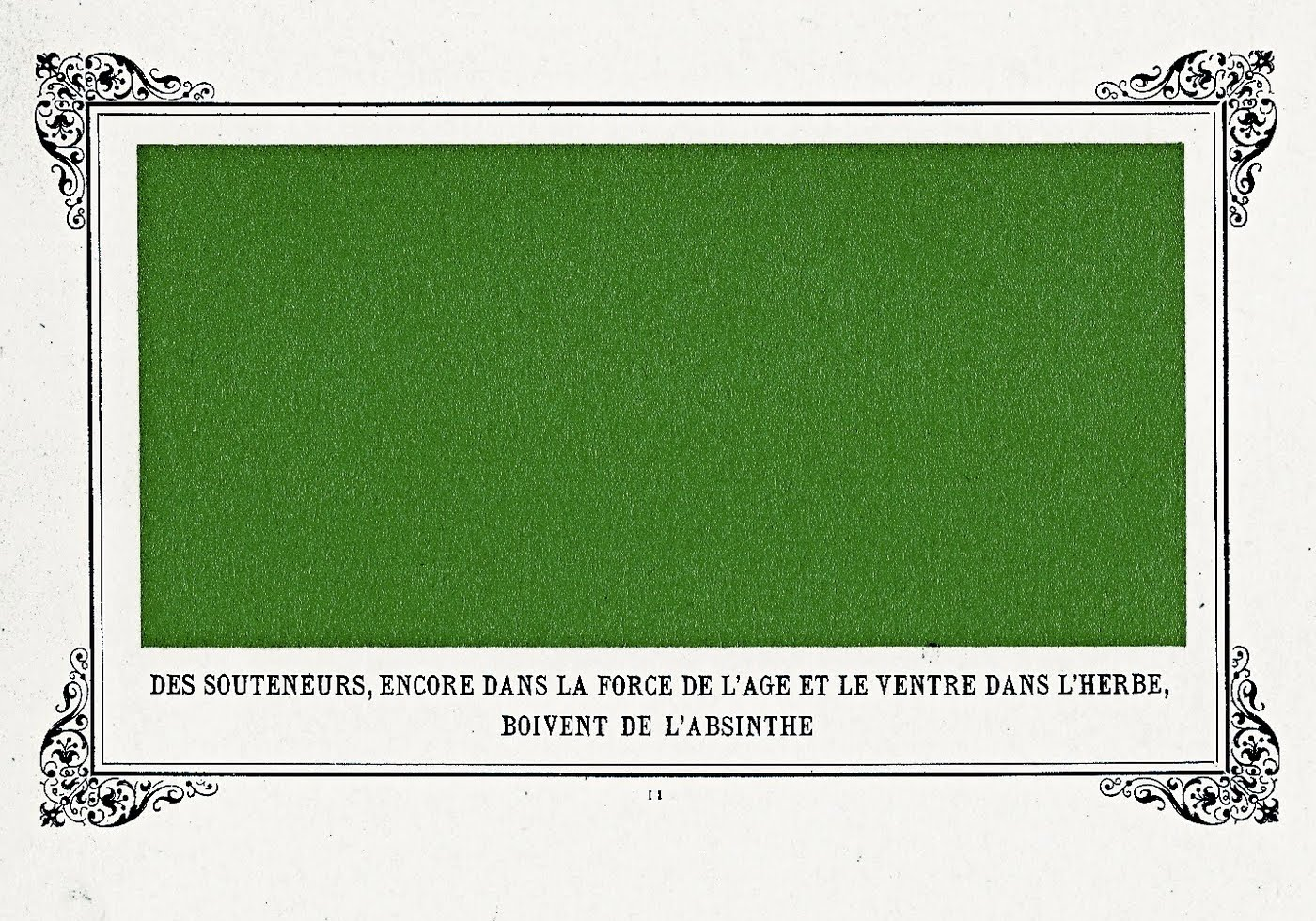
Des souteneurs, encore dans la force de l'âge et le ventre dans l'herbe, boivent de l'absinthe [Zuhälter, noch im besten Alter und mit dem Bauch im Gras, trinken Absinth]
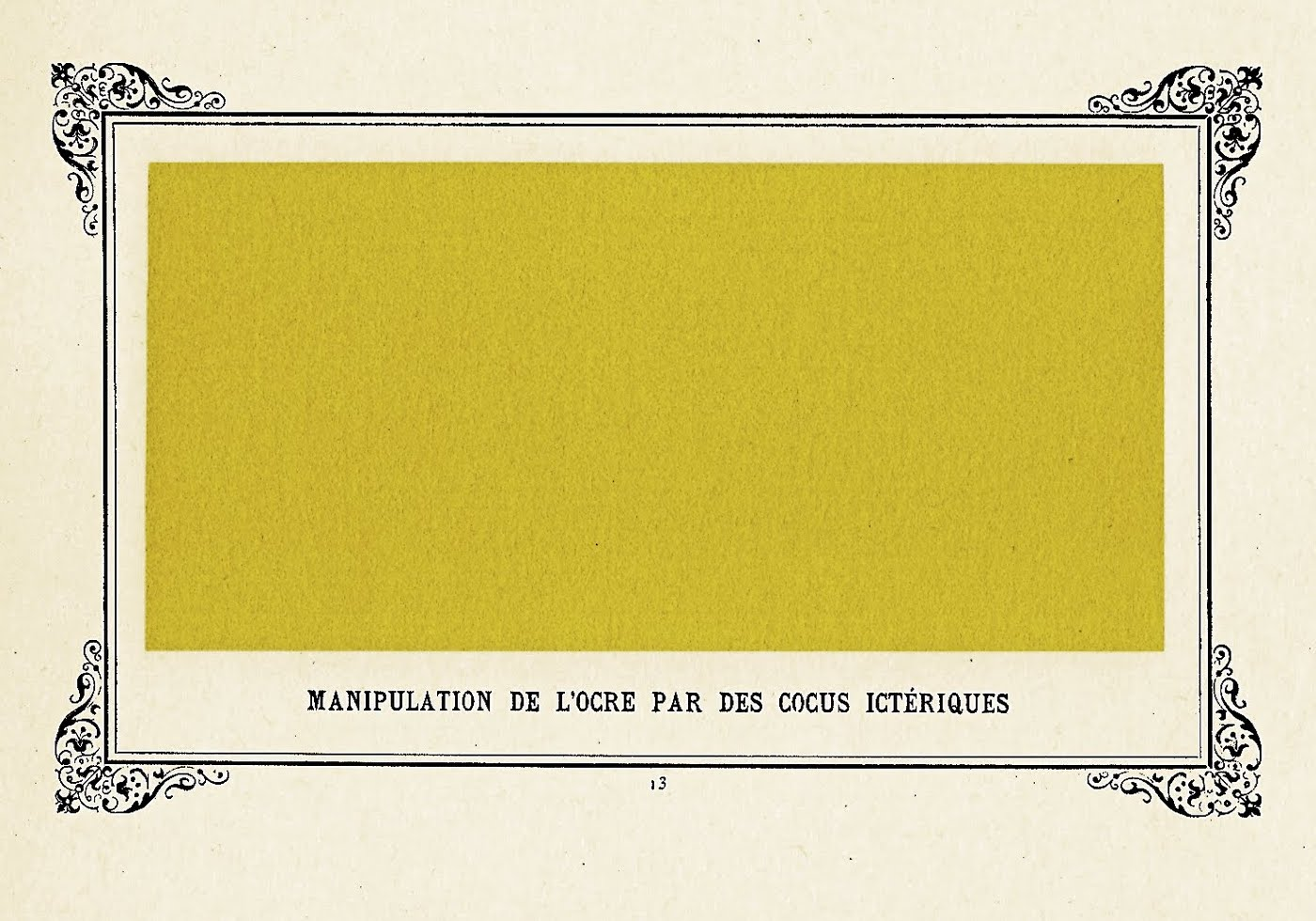
Manipulation de l'ocre par des cocus ictériques [Manipulation des Ockers durch ikterische (gelbsüchtige) gehörnte Ehemänner/Hahnreien]
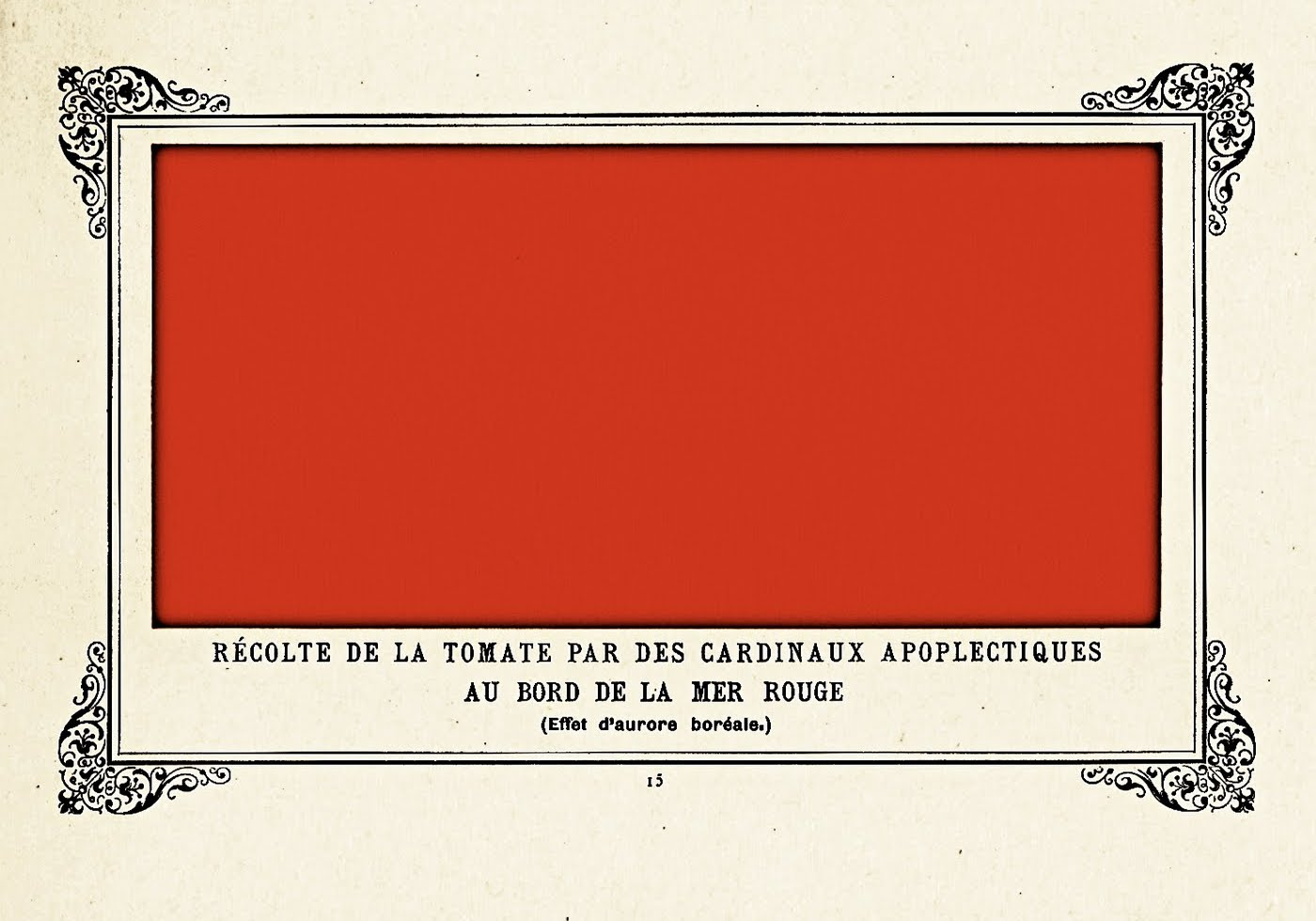
Récolte de la tomate par des cardinaux apoplectiques au bord de la mer Rouge (Effet d'aurore boréale) [Tomatenernte durch apoplektische (zum Schlaganfall neigende) Kardinäle am Roten Meer (Nordlichteffekt)]
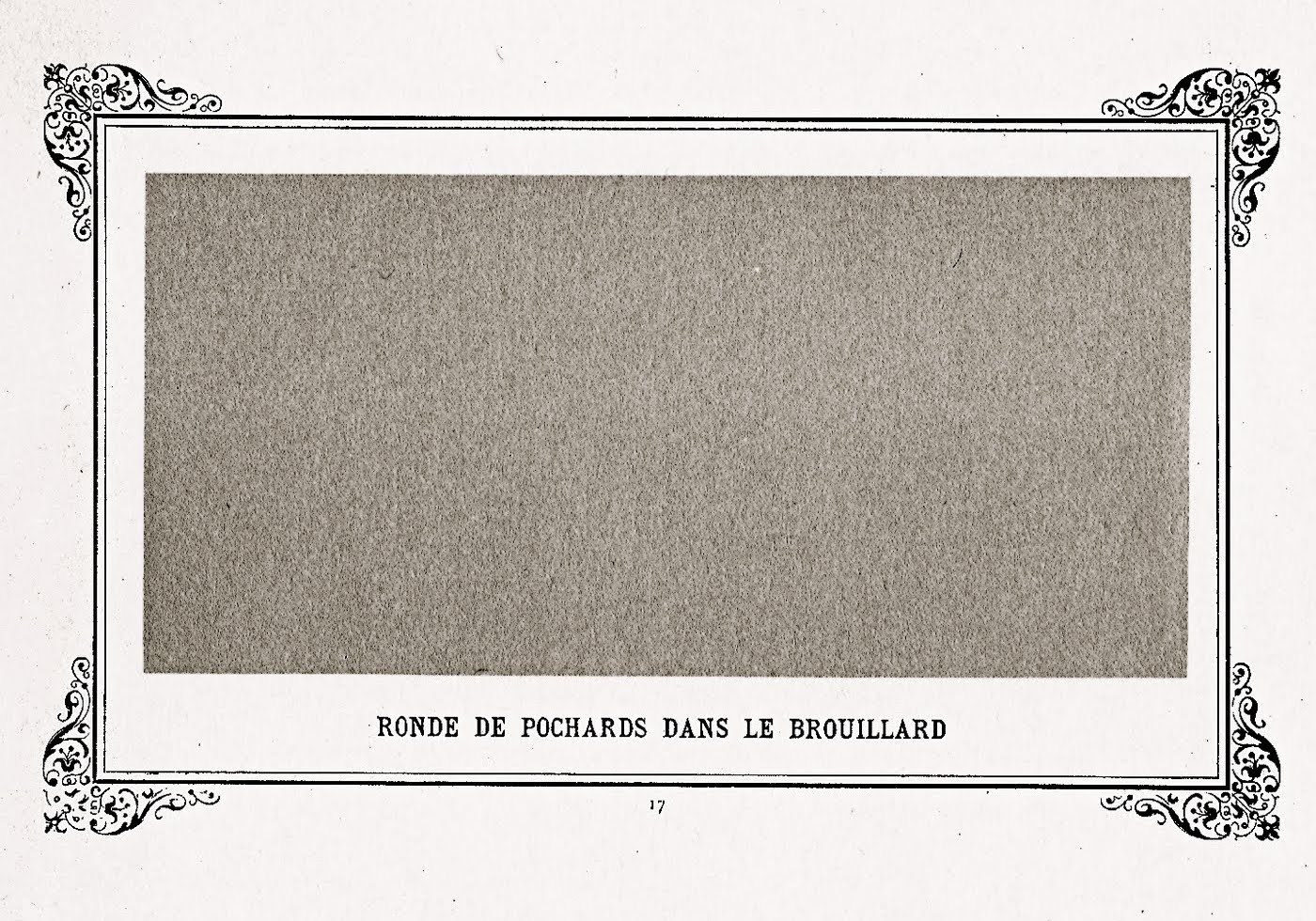
Ronde de pochards dans le brouillard [Säuferrunde im Nebel]
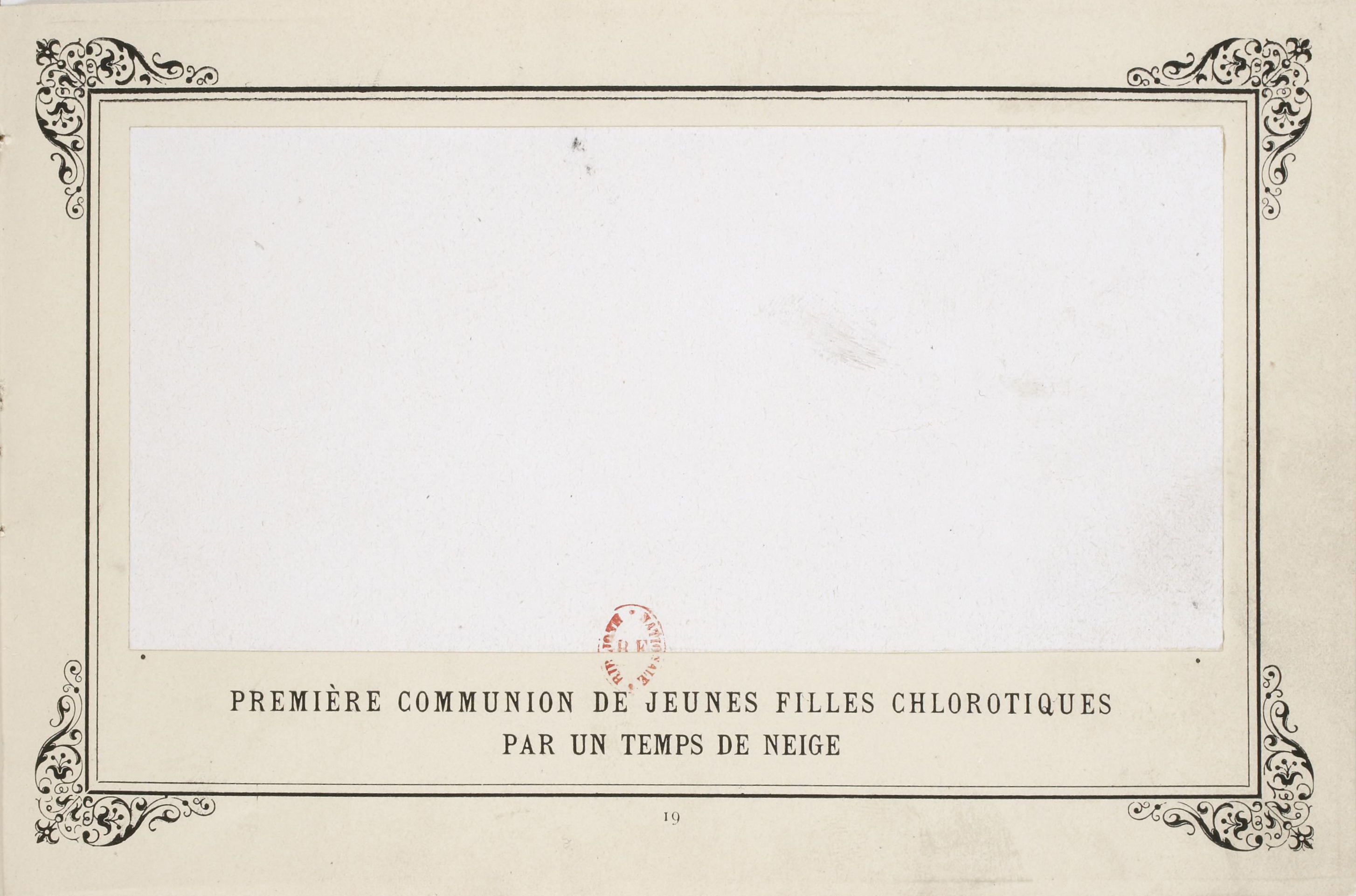
Première communion de jeunes filles chlorotiques par un temps de neige [Erstkommunion chlorotischer (blasser) Mädchen bei Schneefall ]

Bilhauds oder Allais’ schwarzes Bild könnte Kasimir Malewitsch als Referenz für sein 1915 erstmals veröffentlichte „Schwarzes Quadrat“ gedient haben.

## Werke
- À se tordre, Flammarion, Paris, 2002, ISBN 2-08-071149-0
- Amours, délices et orgues, Union Générale, Paris 1985, ISBN 2-264-00711-7
- Comment on fait les bonnes maisons. Contes, Michel, Paris 1990, ISBN 2-226-04011-0
- Deux et deux font cinq, Union Générale, Paris 1985, ISBN 2-264-00672-2
- A l’oeil, Librio, Paris 1995, ISBN 2-277-30050-0
- Na los, lesen Sie Allais. Satiren der Jahrhundertwende, Dtv, München 1989, ISBN 3-423-09261-0
- Plaisirs d’humour, Librairie Générale, Paris 2003, ISBN 2-253-19302-X
- Vive la vie! Choix de 49 contes, Famot, Genfe 1978
- Die Kutsche als Liebesnest und andere Frivolitäten. Herausgegeben, aus dem Französischen übersetzt und mit einem Nachwort versehen von Klaus Möckel, Edition digital, Pinnow 2019, ISBN 978-3-95655-984-6

## Verfilmungen
- 1957: Fisch oder Fleisch